# DIN 14676
Die DIN-Norm DIN 14676 (aktuelle Version September 2023) ist eine „Anwender-Norm“ und beschreibt auf nationaler Ebene Planung, Einbau, Betrieb und Instandhaltung von Rauchwarnmeldern bzw. Heimrauchmeldern.
Die DIN 14676 beinhaltet zwei Teile:
- Teil 1: Planung, Einbau, Betrieb und Instandhaltung
- Teil 2: Anforderungen an den Dienstleistungserbringer

Verantwortlich für die Erstellung der Norm ist der Arbeitsausschuss NA 031-02-05 AA "Rauchwarnmelder" im DIN-Normenausschuss Feuerwehrwesen (FNFW).
Anders als die DIN 14675 kommt diese Norm im privaten Bereich bzw. in Räumen mit wohnungsähnlicher Nutzung zum Einsatz und richtet sich an die für den Brandschutz zuständigen Behörden und am Bau beteiligte Personen, insbesondere Sachverständige, Feuerwehren, Hersteller von Rauchwarnmeldern, Planer, Architekten, Errichter, Dienstleistungserbringer der Immobilienwirtschaft, Bauherren, Eigentümer und Bewohner.

## Zertifizierung
Gemäß DIN 14676-2 müssen seit dem 18. Dezember 2018 „Fachkräfte für Rauchwarnmelder“ einen Kompetenznachweis erbringen, der alle fünf Jahre zu erneuern ist. Es wird empfohlen, Dienstleister mit Fachkräften für Rauchwarnmelder für Planung, Einbau und Instandhaltung zu beauftragen und sich die Zertifizierung nachweisen zu lassen.

## Einsatzgebiet und Anwendungsbereich
Die DIN 14676 dient in allen deutschen Bundesländern als Grundlage für die Rauchwarnmelderpflicht.
In den jeweiligen Landesbauordnungen ist die Ausstattungspflicht in den Wohnungen unterschiedlich geregelt. Treppenräume werden dabei nicht berücksichtigt, hier muss der Eigentümer oder die Gemeinschaft entscheiden. Als Räume mit wohnungsähnlicher Nutzung gelten unter anderem und je nach Bundesland Pensionen mit weniger als 12 Gästebetten, Containerräume, Hütten, Gartenlauben oder Freizeitunterkünfte.
Insbesondere die Vorschriften zum Einbau von Rauchwarnmeldern in Hotels und Pensionen sind in fast jedem Bundesland unterschiedlich.
Der Einsatz von Rauchwarnmeldern dient der frühzeitigen Warnung von Personen vor Brandrauch und Bränden. Falls keine Personen anwesend sind, bieten sie keinen Schutz vor Sachschäden.
Rauchwarnmelder im Sinne dieser Norm können als Einzelrauchwarnmelder, miteinander vernetzt oder an einer Warneinrichtung betrieben werden. Die Warnung im Gefahrenfall erfolgt dabei entweder am Rauchwarnmelder selbst, an den mit ihm vernetzten Rauchwarnmeldern oder aber an einer zentralen Stelle (z. B. der Zentrale einer Gefahrenwarnanlage (GWA) nach DIN VDE V 0826-1). Weitere Warnmittel, sei es optisch oder durch Vibrationsmeldung, sind zulässig. Das Aufschalten von Rauchwarnmeldern auf eine Brandmeldeanlage nach DIN 14675 und DIN VDE 0833-2 oder als Ersatz für eine in Sonderbauvorschriften oder Baugenehmigungsverfahren geforderte Brandmeldeanlage ist nicht erlaubt. Hier gelten gesonderte Vorschriften.

## Planung und Einbau
Ausschließlich Rauchwarnmelder, welche der EN 14604 entsprechen, dürfen genutzt werden. Diese sind so anzubringen, dass Brandrauch bereits in der Entstehungsphase zuverlässig erkannt wird. Beim Einsatz von 230-V-Rauchwarnmeldern müssen diese über eine Notstromversorgung verfügen.
Bei einer Raumfläche von bis zu 60 m² ist in der Regel ein Rauchwarnmelder zu installieren. Ist die Raumfläche größer als 60 m², muss die Anzahl der Rauchwarnmelder entsprechend den Gegebenheiten angepasst werden. Dabei sollte die maximale Einbauhöhe von sechs Metern nicht überschritten werden. Bei Einbauhöhen über sechs Metern sind die Rauchwarnmelder in mehreren Ebenen anzubringen.
Ein Rauchwarnmelder sollte mittig an der Zimmerdecke, mindestens aber 50 cm von der Wand, Leuchtmitteln und anderen Gegenständen entfernt angebracht werden. Bei Räumen mit deckenhohen Teilwänden oder Möblierungen sollte zusätzlich in jedem Raumteil ein Melder zur Überwachung montiert werden.
Die Anbringung in Fluren und Gängen sowie in zuggefährdeter Umgebung ist festgelegt.
Weitere Anforderungen sind der aktuellen DIN 14676-1 zu entnehmen.

## Anforderungen an die Überwachung
Bei der Grundausstattung sind gemäß der jeweiligen Landesbauordnung besonders Kinderzimmer und Schlafbereiche mit Rauchwarnmeldern auszustatten sowie Flure, über die Rettungswege von Aufenthaltsräumen führen. Bei offenen Gegebenheiten mit mehreren Geschossen ist auf der obersten Ebene ein Rauchwarnmelder zu installieren.
Generell ist jedoch zu empfehlen, Rauchwarnmelder in allen Räumen einer Wohnung bzw. eines Wohnhauses zu installieren. Ausnahme könnten hierbei Küche, Bad oder Orte sein, an denen Wasserdämpfe Täuschungsalarme auslösen könnten.

## Vernetzung
Wenn der auslösende Rauchwarnmelder zusätzlich an einem anderen Ort eine Warnung ausgeben soll, müssen vernetzungsfähige Rauchwarnmelder eingesetzt und verbunden werden. Soll die Warnung an einer zentralen Stelle vorgenommen werden, ist zu empfehlen, eine Zentrale einer Gefahrenwarnanlage nach DIN VDE V 0826-1 zu installieren. Für die Einrichtung barrierefreier Rauchwarnmelder-Lösungen müssen nach dem aktuellen Stand der Technik ebenfalls vernetzbare Rauchwarnmelder zum Einsatz kommen.

## Funktionsfähigkeit
Um die Funktionssicherheit des Rauchwarnmelders sicherzustellen, darf er nicht überstrichen oder verdeckt werden. Bei Renovierungsarbeiten sollte der Melder daher abgedeckt werden, damit er nicht verschmutzen kann. Dies schützt den Melder und verhindert Fehl- bzw. Täuschungsalarme.

## Instandhaltung
Der Rauchwarnmelder muss regelmäßig, entsprechend der Bedienungsanleitung einer Inspektion unterzogen werden. Dazu gehören unter anderem Kontrollen der Rauchsensorik und auf freie Raucheintrittsöffnungen sowie funktionsrelevante Beschädigungen. Die DIN 14676-1 legt für die Inspektion Prüfkriterien mit unterschiedlichen Prüffristen fest. Es wird jedoch empfohlen, alle Prüfungen mindestens einmal jährlich durchzuführen.
Mit der Veröffentlichung der DIN 14676-1:2018-12 wurde die normative Grundlage für die Ferninspektion von Rauchwarnmeldern geschaffen. Die Inspektion muss damit nicht mehr vor Ort, sondern kann ganz oder teilweise aus der Ferne erfolgen. Die DIN 14676-1 definiert drei Inspektionsverfahren bzw. Bauweisen von Rauchwarnmeldern:
- Bauweise A: Inspektion vor Ort
- Bauweise B: Ferninspektion und Inspektion vor Ort
- Bauweise C: Vollständige Ferninspektion

Unabhängig von der Inspektionsart sind die Ergebnisse der Inspektion und ggf. erforderliche Maßnahmen zu dokumentieren und unverzüglich dem Eigentümer bzw. dessen Beauftragten zu übermitteln. Bei 230-V-Rauchwarnmeldern sind die Überprüfungen mit und ohne 230-V-Netz durchzuführen.

## Batterie- und Akkumulatorwechsel
Austauschbare Alkali- oder Lithiumbatterien in Rauchwarnmeldern müssen nach Herstellerangaben ausgetauscht werden, spätestens jedoch bei akustischer Signalisierung des notwendigen Batteriewechsels. Fest verbaute Langzeitbatterien haben üblicherweise eine Lebensdauer von 10 Jahren. Die Verpflichtung zur Instandhaltung gemäß DIN 14676-1 bleibt erhalten. 230-V-Rauchwarnmelder können auch mit einem Akkumulator ausgerüstet sein. 

## Austausch des Rauchwarnmelders
Durch die Bauweise der Rauchwarnmelder kann die Detektionsgenauigkeit z. B. durch Staubansammlung in der Rauchkammer abnehmen.
Ein Rauchwarnmelder muss gemäß DIN 14676-1 deshalb spätestens nach 10 Jahren und 6 Monaten nach dem Datum der Inbetriebnahme ausgetauscht werden oder einer Werksprüfung mit Werksinstandsetzung unterzogen werden.
Bei Rauchwarnmeldern mit fest verbauten Langzeitbatterien muss darüber hinaus die Herstellerangabe des Austauschdatums berücksichtigt werden.